# Emām Verdī
Emām Verdī (persiska: امام وردی) är en ort i Iran.   Den ligger i provinsen Nordkhorasan, i den nordöstra delen av landet, 600 km öster om huvudstaden Teheran. Emām Verdī ligger 1 673 meter över havet och antalet invånare är 178.
Terrängen runt Emām Verdī är kuperad.Runt Emām Verdī är det ganska glesbefolkat, med 30 invånare per kvadratkilometer. Närmaste större samhälle är Bojnourd, 19,8 km norr om Emām Verdī. Omgivningarna runt Emām Verdī är i huvudsak ett öppet busklandskap.